# Claire Clivaz
Clivaz Claire (ur. 21 marca 1971) – profesor na Uniwersytecie w Lozannie, krytyk tekstu Nowego Testamentu, była pastorem w Lutry do roku 2006; jest zamężna, ma trójkę dzieci.
W latach 1995–1998 była asystentem prof. Pierre Gisel, w latach 2005–2008 asystentem prof. Daniel Marguerat. W 2007 roku zrobiła doktorat z teologii biblijnej: „L'ange et la sueur de sang (Lc 22,43-44) ou comment on pourrait bien encore écrire l'histoire” na Uniwersytecie w Lozannie. Od 2008 roku jest profesorem Nowego Testamentu i Wczesno-Chrześcijańskiej literatury na wydziale Fakultet Teologii i Studiów Religii  Uniwersytetu w Lozannie.
W 2005 roku Clivaz zasugerowała, że Papirus Oxyrhynchus 2383 (Papirus 69 Gregory-Aland) przekazuje tekst koherentny z Ewangelią Łukasza w edycji Marcjona. W 2009 roku, zasygnalizowała Institut für neutestamentliche Textforschung (INTF) o nowo odkrytym rękopisie Nowego Testamentu, przechowywanym we Florencji (Istituto Papirologico „G. Vitelli”, PSI inv. 1479). Rękopis został wciągnięty na Listę papirusów Nowego Testamentu pod numerem 126 ({\displaystyle {\mathfrak {P}}}126).
22-24 października 2009 roku była głównym organizatorem kolokwium na Uniwersytecie w Lozannie poświęconego rękopisom Nowego Testamentu.
Zdaniem Clivaz w II wieku w Egipcie nie było jednolitego tekstu Nowego Testamentu, lecz kilka tradycji tekstowych istniejących obok siebie. {\displaystyle {\mathfrak {P}}}75 reprezentuje tylko jedną z nich. Clivaz jest autorem najbardziej obszernego krytycznego opracowania na temat autentyczności Łk 22,43-44.
Publikuje w języku angielskim, francuskim i niemieckim.

## Publikacje
- Les cultes de bénédiction pour fatigués et chargés. Evaluation théologique et bilan ecclésial. Cahiers de l'Institut Romand de Pastorale 17, ss. 26-36, 1993.
- Marguerat Daniel - Clivaz Claire, Les protestants s'aiment-ils? Postface à deux voix. In: Le protestantisme et son avenir. Genève: Labor et Fides, D. Marguerat - B. Reymond (éd.), ss. 135-144 (1995).
- «The Angel and the Sweat Like 'Drops of Blood' (Lk 22:43-44): P69 and f13», Harvard Theological Review 98 (2005/4), ss. 419-440.
- „Asleep by grief' (Lk 22:45)”: Reading from the Body at the Crossroads of Narratology and New Historicism. The Bible and Critical Theory 2(3), ss. 29.1-29.15. DDI: 10.2104/bc060029, 2006.
- „A Sweet like Drops of Blood” (Luke 22:43-44)
- L'ange et la sueur de sang (Lc 22,43-44) ou comment on pourrait bien écrire l'histoire (BiTS 7), Leuven: Peeters, 2009, s. 737.
- A New NT Papyrus: P126 (PSI 1497). „Early Christianity”. 1, 2010.brak numeru strony